# Бирючанское сельское поселение
Бирюча́нское сельское поселение — упразднённое муниципальное образование в составе Валуйского района Белгородской области Российской Федерации.
Административный центр — село Бирюч.
19 апреля 2018 года упразднено при преобразовании Валуйского района в Валуйский городской округ.

## География
Общая площадь поселения: 8498,19 га, в т.ч. земель сельхозугодий: 7319,83 га. Протяженность дорог: 24,71 км.
Количество подворий: 342 единицы.

## История
Бирючанское сельское поселение образовано 20 декабря 2004 года в соответствии с Законом Белгородской области № 159.  
Бирючанская территория образована от 19 апреля 2018 года № 255 «Об объединении всех поселений, входящих в состав муниципального района «Город Валуйки и Валуйский район», и наделении вновь образованного муниципального образования статусом городского округа, и о внесении изменений в закон Белгородской области «Об установлении границ муниципальных образований и наделении их статусом городского, сельского поселения, городского округа, муниципального района»).

## Население
| 2010 | 2011 | 2012 | 2013 | 2014 | 2015 | 2016 |
| ---- | ---- | ---- | ---- | ---- | ---- | ---- |
| 899  | ↘896 | ↘860 | ↘829 | ↘810 | ↘805 | ↘803 |
| 2017 | 2018 |      |      |      |      |      |
| ↘801 | ↘785 |      |      |      |      |      |

## Состав сельского поселения
| № | Населённый пункт | Тип населённого пункта       | Население |
| - | ---------------- | ---------------------------- | --------- |
| 1 | Бирюч            | село, административный центр | ↘221      |
| 2 | Бутырки          | село                         | ↘229      |
| 3 | Вериговка        | село                         | ↘116      |
| 4 | Дубровка         | хутор                        | ↘54       |
| 5 | Павловка         | хутор                        | ↗11       |
| 6 | Старый Хутор     | село                         | ↘268      |